# لوتشيانو هاك
لوتشيانو هاك (بالبرتغالية: Luciano Huck‏) هو مقدم تلفزيوني برازيلي، ولد في 3 سبتمبر 1971 في ساو باولو في البرازيل.

## وصلات خارجية
- لوتشيانو هاك على موقع IMDb (الإنجليزية)
- لوتشيانو هاك على موقع قاعدة بيانات الفيلم (الإنجليزية)